# Koruški Slovenci
Koruški Slovenci (slo. Koroški Slovenci, njem. Kärntner Slowenen) su Slovenci i govornici slovenskoga jezika koji žive u austrijskoj saveznoj državi Korušci. Imaju status nacionalne manjine prema austrijskom ustavu i međunarodnim zakonima.

## Doseljavanje
Slovensko govorno područje oblikovalo se i nastalo krajem seobe naroda. Između ostalih naroda naselili su ga južni i zapadni Slaveni, koji postaju dominatni narod. Oblikovan je i alpski praslovenski jezik, koji je bio južnoslavenski jezik sa zapadnoslavenskim primjesama. Nakona raspada Samovog carstva prve organizirane zajednice Slavena, nastala je Karantanija prva zajednička država zapadnih Slavena, te zatim Vojvodina Koruška koja je bila znatno veća od današnje Koruške. Središte joj je bilo na Gosposvetskom polju u Celovškoj kotlini.

## Srednji vijek i moderno doba
Pod Karlom Velikim Karantanija postaje dio Franačkog Carstva, a zatim Svetog Rimskog Carstva.  Kao rezultat toga, njemačke plemićke obitelji postupno prevladavaju, dok je ostalo stanovništvo većinom slovensko. U Korušku se zatim naseljavaju Bavarci, koji su naselili dosad rijetko naseljena područja, kao što su šume i visoke doline. Premještanja Slovenaca bila su rijetka, unatoč tome započeo je proces asimilacije Slovenaca u Nijemce. U 19. stoljeću oko dvije trećine Karantanaca su na taj način postali govornici njemačkog jezika. Ipak, Klagenfurt je u tom trenutku njemački grad sa slovenskom okolicom, te dominantni slovenski grad za učenje.

## 19. i 20. stoljeće
Pojavom nacionalnih pokreta pred raspad Austro-Ugarske Monarhije ubrzao se proces asimilacije, u isto vrijeme sukob između nacionalnih grupa postao je intenzivniji.
Krajem Prvog svjetskog rata Država Slovenaca, Hrvata i Srba za kratko vrijeme zauzela je područja gdje se većinski koristio slovenski jezik. Plebiscitom u zoni u kojoj su govornici slovenskoga jezika činili oko 70 posto stanovništva, 59 posto onih koji su glasovali na plebiscitu glasovali su za ostanak u Austriji. Uoči plebiscita austrijske državne ustanove dale su jamstva da će promicati i podržavati zadržavanje slovenske kulture. Ova pomirljiva obećanja, pored ekonomskih i drugih razloga, dovela su do toga da je oko 40 posto Slovenaca koji žive u zoni plebiscita glasovanja željelo zadržati jedinstvo u Koruškoj. Rezultati glasovanja razlikuju od regije do regije, u mnogim općinama većina je glasovala da postanu dijelom Kraljevine Srba, Hrvata i Slovenaca.
Kao i svugdje drugdje u Europi, nacionalizam je rastao u međuratnom razdoblju. Obećanja su slomljena, asimilacija je bila prisilna dijeljenjem Slovenca na Slovence i Baltske Venete pa se čak i negiralo da je njihov jezik slovenski dijalekt s velikim brojem riječi posuđenim iz njemačkog bio uopće slovenski. To je kulminiralo ciljanim progonima u Trećem Reichu. U isto vrijeme, mnogi Slovenci sudjelovali su kao Titovi partizani i jugoslavenski vojnici nakon rata u oslobađanju okupiranih dijelova Koruške uključujući i njen glavni grad, Klagenfurt, ali su se povukli pod pritiskom britanskih snaga. S obzirom na ovakav ekstremni razvoj s obje strane, atmosfera između dvije nacionalne grupe bio je iznimno napeta nakon Drugog svjetskog rata i slovenski jezik se dalje mogao učiti unatoč činjenici da je u mješovitim jezičnih područjima svaka škola sada morala imati dvojezične natpise i nastavu. Veliki broj slovenskih obitelji prestao je govoriti slovenski jezik u svakodnevnoj upotrebi.
Dana 15. svibnja 1955. godine potpisan je Austrijski državni ugovor koji u članku 7. donosi  "prava slovenske i hrvatske manjine u Austriji". Godine 1975. izborno grupiranje slovenske nacionalne manjine unutar Enotne liste nije uspjelo postići ulazak u austrijski parlament. Uz argument da na izborima populacija trebala glasovati za političke stranke, a ne prema njihovoj etničkoj pripadnosti, prije sljedećih izbora 1979. izvorno jedna izborna jedinica Koruška bila je podijeljena na četiri izborne jedinice. Područje Koruške gdje živi najveći broj Slovenaca bilo je podjeljeno i ti dijelovi su pak bili kombinaciji s čisto njemačkom govornim područjem. U novim izbornim jedinicama slovenski udio stanovništva smanjen je na takav način da više nije bilo moguće za predstavnike nacionalnih manjina da uđu u parlament. Austrijski Centar za etničke grupe i predstavnici Koruških Slovenca vidjeli su u ovom načinu postupka uspješan pokušaj da se smanji politički utjecaj Slovenaca.
1970-ih stanje je ponovno eskaliralo u tzv. spor oko dvojezičnih natpisa mjesta, ubrzo stanje se stabiliziralo. [1] Međutim, i dalje sve do danas, pojedine izjave slovenskih političara Austrijanci tumače kao slovenske teritorijalne pretenzije i narušavanje teritorijalne cjelovitosti Koruške. Ovo tumačenje odbacuje i slovenska vlada i organizacije koje zastupaju interese Koruških Slovenaca.
U 1990-ima primjetan je sve veći interes za slovenski jezik na dijelu njemačkog govornog područja Koruške, ali to bi moglo biti prekasno s obzirom na porast udjela starijih osoba. Uspjeh Jörga Haidera (bivši guverner Koruške 1999. – 2008.) u incidentima oko dvojezičnih natpisa mjesta pokazuje da je stanje u Koruškoj i dalje nesređeno.

## Demografija
Krajem 19. stoljeća, Koruški Slovenci činili su oko četvrtine do jedne trećine od ukupnog broja stanovnika Koruške, koja je tada uključivala i dijelove koji se u međuvremenu ustupljeni. Tijekom 20. stoljeća broj Slovenaca se smanjio, posebice zbog pritiska da se asimiliraju, pa je službena brojka od 2,3 posto Slovenaca od ukupnog stanovništva. Kao što je pritisak doseljenika iz Njemačke došao prije svega na zapad i sjever Koruške, sadašnje područje obitavanja Slovenaca je na jugu i istoku savezne države, u dolinama poznatim u njemačkom jeziku kao Jauntal (slovenski: Podjuna), Rosental (slovenski: Roz), donji Lavanttal (Labotska Dolina), Sattniz (Gure), planinama između rijeke Drave i Klagenfurt, a donji dio Gailtal (Ziljska Dolina oko koliko Tröpolach). Köstenberg i Diex su približno najsjevernija slovenska naselja. Općine s najvećim udjelom Koruških Slovenca su Zell (89 %), Globasnitz (42 %) i Eisenkappel-Vellach (38 %) i to prema posebnom popisu o materinjem jeziku koji je bio 2001. godine. Stvarni broj Slovenaca u Koruškoj je sporan.
| Općina                                            | Postotak Slovenaca 2001.                     | Postotak Slovenaca 1951. | Postotak Slovenaca 1880. |
| ------------------------------------------------- | -------------------------------------------- | ------------------------ | ------------------------ |
| Egg/Brdo                                          | Dio Hermagor/Šmohor                          | 56,1 %                   | 95 %                     |
| Görtschach/Goriče                                 | Dio Hermagor/Šmohor                          | 58.4 %                   | 98.5 %                   |
| St. Stefan im Gailtal/Štefan na Zilji             | 1,2 %                                        | N.D.                     | 97,4 %                   |
| Vorderberg/Blače                                  | Dio St. Stefan im Gailtal/Štefan na Zilji    | 54,8 %                   | 99,8 %                   |
| Hermagor/Šmohor                                   | 1,6 %                                        | N.D                      | N.D                      |
| Arnoldstein/Podklošter                            | 2,1 %                                        | 9,2 %                    | 39,7 %                   |
| Augsdorf/Loga vas                                 | Part of Velden am Wörther See/Vrba ob Jezeru | 48,2 %                   | 93,8 %                   |
| Feistritz an der Gail/Bistrica na Zilji           | 7,9 %                                        | 53,4 %                   | 83,9 %                   |
| Finkenstein/Bekštanj                              | 5,7 %                                        | 24,2 %                   | 96,3 %                   |
| Hohenthurn/Straja vas                             | 8,3                                          | 27,1 %                   | 98,9 %                   |
| Köstenberg/Kostanje                               | Dio Velden am Wörther See/Vrba               | 40,1 %                   | 76,1 %                   |
| Ledenitzen/Ledince                                | Dio Sankt Jakob im Rosental/Šentjakob v Rožu | 37,8 %                   | 96,8 %                   |
| Lind ob Velden/Lipa pri Vrbi                      | Dio Velden am Wörther See/Vrba               | 15,8 %                   | 44,5 %                   |
| Maria Gail/Marija na Zilji                        | Dio Villach/Beljak                           | 16,7 %                   | 95,9 %                   |
| Nötsch/Čajna                                      | 0,6 %                                        | 3,6 %                    | N.D.                     |
| Rosegg/Rožek                                      | 6,1 %                                        | 32,4 %                   | 96,7 %                   |
| Sankt Jakob im Rosental/Št. Jakob v Rožu          | 16,4 %                                       | 62,7 %                   | 99,3 %                   |
| Velden am Wörther See/Vrba ob Jezeru              | 2,8 %                                        | 0,9 %                    | 96,3 %                   |
| Wernberg/Vernberk                                 | 1,0 %                                        | 20,5 %                   | 73,2 %                   |
| Ebental/Žrelec                                    | 4,2 %                                        | 16,4 %                   | 62,8 %                   |
| Feistritz im Rosental/Bistrica v Rožu             | 13,4 %                                       | 47,2 %                   | 97,7 %                   |
| Ferlach/Borovlje                                  | 8,3 %                                        | 20,5 %                   | 61,4 %                   |
| Grafenstein/Grabštajn                             | 0,8 %                                        | 7,6 %                    | 95,6 %                   |
| Keutschach/Hodiše                                 | 5,6 %                                        | 60,6 %                   | 96,5 %                   |
| Köttmannsdorf/Kotmara vas                         | 6,4 %                                        | 45,6 %                   | 95,3 %                   |
| Ludmannsdorf/Bilčovs                              | 28,3 %                                       | 85,0 %                   | 100 %                    |
| Maria Rain/Žihpolje                               | 3,9 %                                        | 10,5 %                   | 55,1 %                   |
| Maria Wörth/Otok                                  | 1,1 %                                        | 16,3 %                   | 41,9 %                   |
| Mieger/Medgorje                                   | Dio Ebental/Žrelec                           | 91,5 %                   | 98,1 %                   |
| Poggersdorf/Pokrče                                | 1,2                                          | 2,8 %                    | 87 %                     |
| Radsberg/Radiše                                   | Dio Ebental/Žrelec                           | 52,0 %                   | 100 %                    |
| Schiefling/Škofiče                                | 6,0 %                                        | 38,4 %                   | 98,9 %                   |
| Sankt Margareten im Rosental/ Šmarjeta v Rožu     | 11,8 %                                       | 76,8 %                   | 92,4 %                   |
| Magdalensberg/Štalenska gora                      | 1,5 %                                        | 3,1 %                    | N.D.                     |
| Techelsberg/Teholica                              | 0,2 %                                        | 6,7 %                    | N.D.                     |
| Unterferlach/Medborovnica                         | Dio Ferlach/Borovlje                         | 47,2 %                   | 99,7 %                   |
| Viktring/Vetrinj                                  | PDio Klagenfurt/Celovec                      | 3,3 %                    | 57,6 %                   |
| Weizelsdorf/Svetna vas                            | Dio Feistritz im Rosental/Bistrica v Rožu    | 69,3 %                   | 100 %                    |
| Windisch Bleiberg/Slovenji Plajberk               | Dio Ferlach/Borovlje                         | 81,3 %                   | 91,7 %                   |
| Zell/Sele                                         | 89,6 %                                       | 93,1 %                   | 100 %                    |
| Feistritz ob Bleiburg/Bistrica pri Pliberku       | 33,2 %                                       | 82,8 %                   | 98,7 %                   |
| Bleiburg/Pliberk                                  | 30,9 %                                       | 16,7 %                   | 15,5 %                   |
| Diex/Djekše                                       | 6,9 %                                        | 46,1 %                   | 95,8 %                   |
| Eberndorf/Dobrla vas                              | 8,6 %                                        | 47,4 %                   | 90,8 %                   |
| Eisenkappel/Železna Kapla                         | 38,7 %                                       | 20,1 %                   | 48 %                     |
| Gallizien/Galicija                                | 8,5 %                                        | 80,1 %                   | 99,9 %                   |
| Globasnitz/Globasnica                             | 42,2 %                                       | 88,7 %                   | 99,5 %                   |
| Griffen/Grebinj                                   | 1,3 %                                        | 34,1 %                   | 83,8 %                   |
| Haimburg/Vovbre                                   | Dio Völkermarkt/Velikovec                    | 19.9 %                   | 98.2 %                   |
| Loibach/Libuče                                    | Dio Bleiburg/Pliberk                         | 54,6 %                   | 92,1 %                   |
| Moos/Blato                                        | Dio Bleiburg/Pliberk                         | 85,8 %                   | 99,8 %                   |
| Neuhaus/Suha                                      | 13,4 %                                       | 79,6 %                   | N.D.                     |
| Ruden/Ruda                                        | 3,9 %                                        | 51,7 %                   | 93 %                     |
| Sittersdorf/Žitara vas                            | 19,8 %                                       | 84,4 %                   | 98,2 %                   |
| Sankt Kanzian am Klopeiner See/Škocijan v Podjuni | 13,2 %                                       | 49,3 %                   | 98,4 %                   |
| Sankt Peter am Wallersberg/Št. Peter na Vašinjah  | Dio Völkermarkt/Velikovec                    | 62,6 %                   | 90,7 %                   |
| Tainach/Tinje                                     | Dio Völkermarkt/Velikovec                    | 11,1 %                   | 95,9 %                   |
| Vellach/Bela                                      | Dio Eisenkappel                              | 73,8 %                   | 94,2 %                   |
| Völkermarkt/Velikovec                             | 2,6 %                                        | 8,3 %                    | 26,6 %                   |
| Waisenberg/Važenberk                              | Dio Völkermarkt/Velikovec                    | 21,0 %                   | 97,4 %                   |

## Poznati Koruški Slovenci
- Friderik Velbič - botaničar
- Jožef Stefan- filozof
- Andrej Einspieler - svećenik, pisac i političar
- Valentin Inzko - diplomat, političar, visoki predstavnik u BiH
- Wolfgang Petritsch – diplomat, političar, bivši visoki predstavnik u BiH
- Janko Ferk - pisac, profesor i pravnik
- Gregorij Rožman - ljubljanski biskup
- Cvetka Lipuš - pisac
- Florjan Lipuš- pisac i prevoditelj
- Ursula Plassnik - političarka
- Peter Handke – pisac

## Vanjske poveznice

#### Politika
- (njem.)/(slov.) Volksgruppenbüros des Landes Kärnten
- (njem.) Kärntner Einheitsliste  Arhivirana inačica izvorne stranice od 22. svibnja 2007. (Wayback Machine)
- (njem.) Rat der Kärntner Slowenen  Arhivirana inačica izvorne stranice od 3. travnja 2007. (Wayback Machine)
- (njem.) Zentralverband slowenischer Organisationen  Arhivirana inačica izvorne stranice od 17. siječnja 2004. (Wayback Machine)
- (njem.) Interview with the former chairman of the Rat der Kärntner Slowenen, Bernhard Sadovnik  Arhivirana inačica izvorne stranice od 11. veljače 2007. (Wayback Machine)

#### Kultura i povijest
- (njem.) Dokumentation des ORF Kärnten über die Kärntner Slowenen von 1945 bis heute[neaktivna poveznica] (.wmv - 15 minutes)
- (njem.) Slawisches Österreich – Geschichte und Gegenwart der Minderheiten, Die Slowenen in Kärnten  Arhivirana inačica izvorne stranice od 10. ožujka 2005. (Wayback Machine) (pdf)
- (njem.) Broschüre über die Geschichte und aktuelle Lage der Kärntner Slowenen  Arhivirana inačica izvorne stranice od 9. veljače 2006. (Wayback Machine) (pdf)
- (njem.) Die Lyrik der Kärntner Slowenen im zwanzigsten Jahrhundert - von Janko Ferk